# Bracon longiantennatus
Bracon longiantennatus är en stekelart som beskrevs av Vladimir Ivanovich Tobias 1957. Bracon longiantennatus ingår i släktet Bracon och familjen bracksteklar. Inga underarter finns listade.